# ليا روباك
ليا روباك (بالإنجليزية: Léa Roback)‏‏ (3 نوفمبر 1903 في مونتريال - 28 أغسطس 2000 في مونتريال) نقابية من كندا. نظمت ليا حملات ضد الإقصاء والعنف والعنصرية والظلم. كانت رائدة في مجال النسوية حيث كانت تتكلم عدة لغات ومنادية بحق المرأة بالاقتراع في كيوبيك، وبصفتها نقابية وشيوعية وماركسية افتتحت ليا أول متجر للكتب الماركسية في مونتريال.

## بدايات حياتها
وُلدت في مونتريال في شارع جوليبولت عام 1903 وكان ترتيبها الثاني بين تسعة أخوة. كان أبواها مهاجرين من أصل بولندي يهودي. كان والدها خياطًا وكان يدير بالتعاون مع زوجته فاني متجرًا عامًا. كانت عائلة روباك اليهود الوحيدين في بيبورت؛ القرية التي ترعرعت فيها ليا. كانت تتحدث الييديشية في المنزل والفرنسية مع سكان بيبورت والإنجليزية في المدرسة. كانت عائلتها تُقدر القراءة والفنون. تأثرت في شبابها بجدتها لأمها والتي كانت امرأةً مستقلة.
عادت إلى مونتريال مع عائلتها عام 1915. أدركت، خلال عملها في مصانع الدهان الأمريكية البريطانية، الاختلافات بين القطاعات المتعددة في مجتمع مونتريال. كان عملها التالي محاسبةً في مسرح صاحبة الجلالة. ادخرت المال، بدافع من اهتمامها بالأدب، للتسجيل في جامعة جرينوبل عام 1926 حيث حصلت على شهادة في الفنون. بعد عودتها من جرينوبل انضمت إلى أختها في نيويورك. ذهبت عام 1929 إلى برلين لزيارة أخيها هنري طالب الطب. تعلمت اللغة الألمانية وأخذت دورات في الجامعة وعلّمت اللغة الإنجليزية. زارت أيضًا إنجلترا وإيطاليا، مطورةً بذلك التزامًا قويًا بالشيوعية. 

## المسيرة المهنية
أصبحت روباك عام 1929 عضوًا في الحزب الشيوعي الكندي، وكانت أفكار الاشتراكيين قد أغرتها، لكنها آمنت أنهم لم يحولوا كلماتهم إلى أفعال، لذلك حوّلت دعمها إلى الماركسية اللينينية. قالت روباك في مقابلة مع نيكول لاسيل عام 1988 أنها في تلك الفترة اكتسبت وعيًا سياسيًا حقيقيًا. في خريف عام 1932 وعندما تصاعدت الحرب في أوروبا أجبرت روباك اليهودية والغريبة على المغادرة والعودة إلى مونتريال. قضت عام 1934 عدة أشهر في الاتحاد السوفيتي مع حبيبها. عند عودتها للإقامة الدائمة في مونتريال شاركت روباك في تنظيم العاطلين عن العمل والذي قادته نورمان بيثون، وعملت أيضًا في منظمة النساء اليافعات العبرية. أسست عام 1935 أول متجر كتب ماركسي وأطلقت عليه اسم متجر الكتب الحديث.
ناضلت روباك بالاشتراك مع ثيريز كاسجرين للحصول على حق المرأة في الاقتراع في كيوبيك عام 1936. عملت في نفس السنة مع روز بيزوتا المنظِمة النقابية المخضرمة من نيويورك لتأسيس الاتحاد الدولي لعاملات الملابس النسائية في مونتريال وقادتا إضرابًا لخمسة آلاف امرأة عام 1937. انضمت روباك إلى نقابة شركة الإذاعة الأمريكية عام 1941 وبقيت هناك حتى عام 1951. ربحت روباك أول عقد نقابي للنساء عام 1943 ولكنها لم تقبل أن تصبح ممثلة للنقابة أو أن تتسلق سلم السلطة النقابية، وفي نفس العام أصبحت مُنظِمة سياسية للسياسي فريد روز. تركت روباك الحزب الشيوعي عام 1958. 
أصبحت في عام 1960 عضوًا ولعبت دورًا مهمًا في تنظيم صوت النساء بالاشتراك مع مادلين بارينت ثيريز كاسجرين وسيمون مونيت كارتراند. استنكرت الحرب الفيتنامية ونظام الأبرتهايد (الفصل العنصري) في جنوب أفريقيا وتزايد أعداد الأسلحة النووية وكانت مؤيدة لحق الوصول إلى تعليم أفضل. ناضلت باعتبارها نسوية، من أجل حق التصويت من أجل جق الإجهاض وحق الحصول على موانع الحمل. ناضلت روباك أيضًا من أجل حق سكان مدينة سان هنري للحصول على سكن لائق. شاركت روباك خلال المطر المنهمر في الزحف النسائي للحصول على مستحقاتهم. أصبحت عام 1985 عضوًا فحريًا في المعهد الكندي للأبحاث حول النساء. توفيت في حي كوت دي نيس عام 2000 وأصبحت فارسة في كيبك في نفس العام.

## الإرث
خُلدت ذكراها من خلال أعمال مؤسسة ليا روباك والتي تقدم مُنحًا للنساء الملتزمات مجتمعيًا. سُمي مركز ليا روباك باسمها وهو مركز بحثي حول التفاوت الاجتماعي في مونتريال بالإضافة إلى منزل بارينت روباك في مونتريال القديمة. صنعت صوفي بيزوتي فيلمًا وثائقيًا عن حياة روباك عام 1991. سُمي شارعان باسمها في العقد الأول من القرن الحالي؛ شارع ليان روباك في مقاطعة سان هنري في مونتريال وشارع آخر بنفس الاسم في بيبورت المكان الذي أمضت فيه فترة شبابها.
تُكرم مؤسسة ليا روباك النساء الملتزمات اجتماعيًا واللاتي يعانين من صعوبات اقتصادية والمقيمات في كيوبيك بمنح دراسية.